# Culicoides cuniculus
Culicoides cuniculus är en tvåvingeart som beskrevs av Lee och Reye 1953. Culicoides cuniculus ingår i släktet Culicoides och familjen svidknott. Inga underarter finns listade i Catalogue of Life.